# Oklahoma
Oklahoma (englisch Aussprache [ˌoʊkləˈhoʊmə] ⓘ) ist ein Bundesstaat im zentralen Süden der Vereinigten Staaten von Amerika, nördlich von Texas. Das Wort Oklahoma stammt aus der Choctaw-Sprache: okla ‚der Mensch‘ und humma ‚rot‘, die Zusammensetzung bedeutet so viel wie „Das Land des roten Mannes“.
Oklahoma hat mehrere inoffizielle Beinamen wie Native America und The Sooner State. Diese verweisen auf die einzigartige Geschichte des heutigen Bundesstaates als vertraglich den „Fünf Zivilisierten Stämmen“ zugesichertes autonomes Gebiet und der illegalen Besiedlung des Landes durch Siedler vor (sooner) dem Oklahoma Land Run.
Die Hauptstadt Oklahomas ist Oklahoma City.

## Geografie

### Lage und Ausdehnung
Oklahoma hat sechs Nachbarstaaten: Im Osten liegen Arkansas und Missouri, im Norden Kansas und im Nordwesten Colorado. Im äußersten Westen grenzt Oklahoma an New Mexico und im Süden an Texas.
Oklahoma hat eine Fläche von 181.035 km² (20. Rang der US-Bundesstaaten).

### Regionen
Oklahoma liegt weitgehend im Bereich der Great Plains (Innere Ebenen). Das Zentrale Tiefland wird von den Osage Plains eingenommen, einer sanft gewellten Ebene, die nur an wenigen Stellen von Hügelland unterbrochen wird. Die Tieflandregion geht nach Osten in Hochland über. Im Nordosten gibt es Ausläufer des Ozark-Plateaus. In dieses Kalksteinmassiv haben Flüsse tiefe Schluchten gegraben. Südlich dieses Plateaus befinden sich die aus Sandstein bestehenden Ouachita-Berge. Im äußersten Südosten hat der Bundesstaat Anteil an der Golfküstenebene. Nach Westen geht das Zentrale Tiefland in die Great Plains über. Der Nordosten Oklahomas wird durchzogen vom Arkansas Valley, das das Flusstal des Arkansas River und die umliegenden Ebenen umfasst. Dieses Gebiet ist sehr fruchtbar und gilt als eine der wichtigsten Agrarregionen des Staates.

### Gewässer

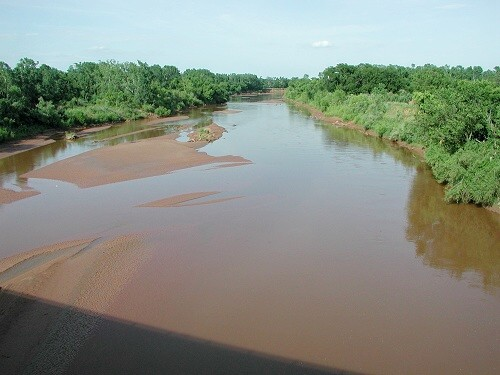
Der Washita River ist ein Nebenfluss des Red Rivers

Oklahomas Gewässer fließen hauptsächlich in östliche Richtung über den Red River und den Arkansas River ab. Der südliche Teil des Bundesstaates gehört zum Einzugsgebiet erstgenannten Flusses. Über ihn gelangt das Wasser in den Atchafalaya River, von dem aus es in den Golf von Mexiko fließt. Der wichtigste Nebenfluss des Red River ist der Washita River. Das nördliche Oklahoma zählt zum Einzugsgebiet des Arkansas. Dieser mündet in den Mississippi, sodass auch dieser Teil des Wassers über den Golf von Mexiko entwässert wird. Die wichtigsten Nebenflüsse des Arkansas sind der Cimarron, der Canadian, der North Canadian und der Neosho.
Die Mehrheit der Seen sind künstlich geschaffene Stauseen, von denen etwa 200 existieren. Sie wurden zum Hochwasserschutz, zur Wasserversorgung, zur Energiegewinnung und zu Erholungszwecken errichtet. Der Lake Texoma ist der einzige Stausee des Red River und mit einem Volumen von mehr als 3 km³ in dieser Hinsicht der größte See. Dagegen hat der Eufaula Lake mit 400 km² die größte Fläche. Natürliche Stillgewässer beschränken sich auf einige Altwasser. Außerdem kommen in der semiariden Region der High Plains Seen ohne Abfluss vor, die in niederschlagsarmen Perioden austrocknen.

### Klima

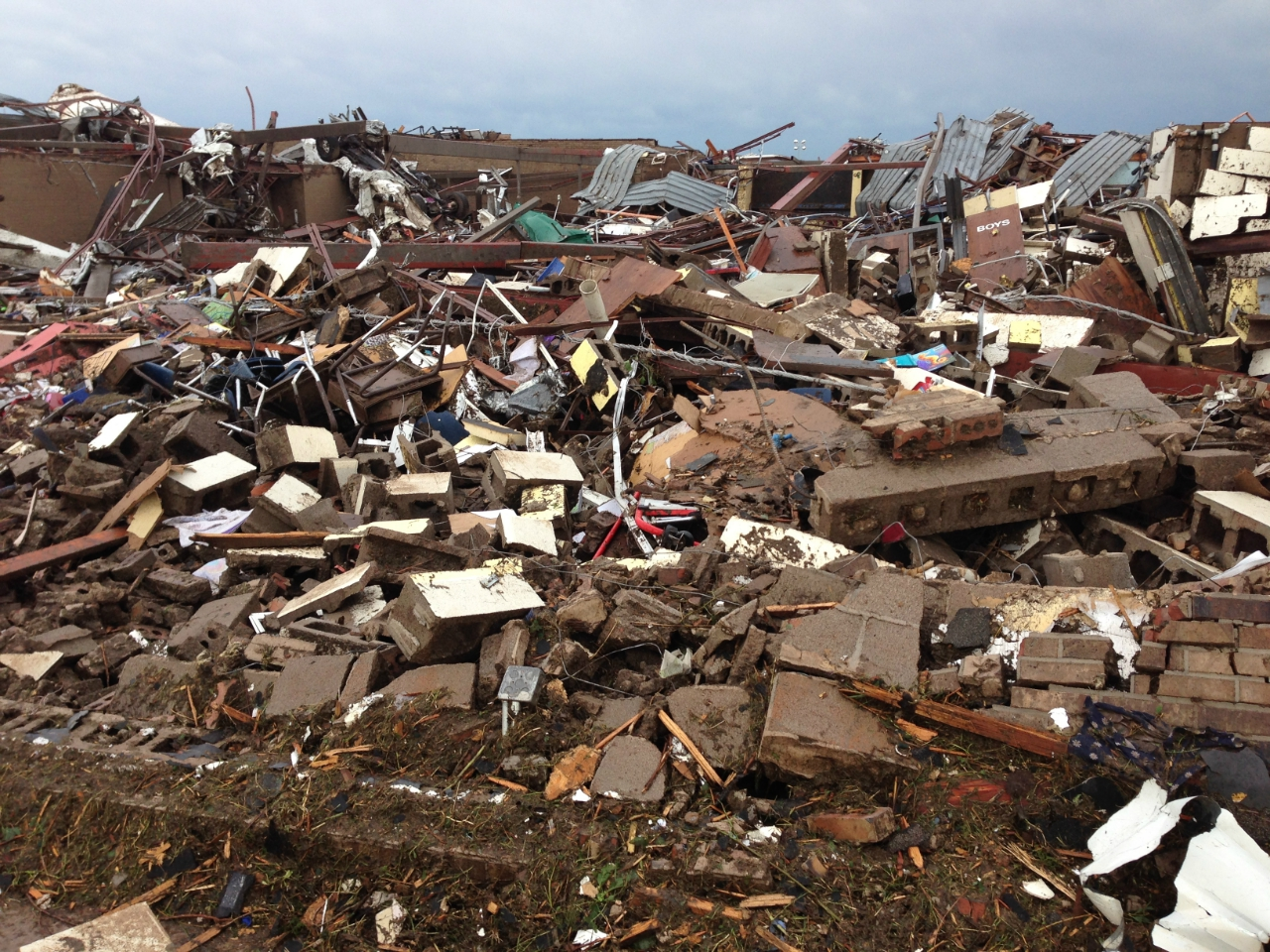
Tornados richten regelmäßig schwere Schäden an

Bei den klimatischen Bedingungen in Oklahoma lässt sich beobachten, dass die durchschnittlichen Regenmengen – aufgrund von Ostwinden, die feuchte Luft aus den Tropen Richtung Festland transportieren, im Westen aber weniger dominant sind – von Ost nach West und die Temperaturen von Süd nach Nord abnehmen. So herrscht im Süden ein subtropisches Klima mit milden Wintern und feucht-heißen Sommern (effektive Klimaklassifikation: Cfa). Die Durchschnittstemperaturen im wärmsten Gebiet reichen von 7 °C im Januar zu 29 °C im Juli. Richtung Norden ist langsam der Übergang in das Kontinentalklima der Great Plains (Dfa) spürbar: Die Sommer sind fast ebenso warm wie im Süden des Bundesstaates, doch die Winter sind erheblich kälter mit zum Teil strengem Nachtfrost. Die Temperaturen schwanken im Jahresverlauf zwischen 0 °C im Januar und 27 °C im Juli. Der Nordwesten (Oklahoma Panhandle) hat ein semiarides Steppenklima (BSk). Hier reichen die Temperaturen von 0 °C im Januar zu 25 °C im Juli.
Die Rekordtemperaturen liegen bei −35 °C (2011) und 49 °C (1936, 1943). Die Sommer sind im Allgemeinen heiß und von langer Dauer. Die Temperaturen steigen in den Sommermonaten häufig auf 35 bis 40 °C. Dagegen sind Jahre, in denen die Marke von 100 °F (circa 38 °C) nicht überschritten wird, sehr selten. Die Winter sind deutlich kürzer. Frost tritt an durchschnittlich 60 Tagen im Jahr im Südosten und an 140 Tagen im Nordwesten auf.
Oklahoma wird immer wieder von verschiedenen Naturkatastrophen heimgesucht. So gehören weite Teile des Bundesstaates zur Tornado Alley. Die Tornados entstehen, wenn heiße Luft aus dem Süden auf kalte Luft aus den nördlich gelegenen Rocky Mountains trifft. Am häufigsten tritt dies im Frühjahr in den Monaten März bis Juni ein. Besonders schwere Verwüstungen richtete eine Serie von Tornados im Mai 1999 an. Die Höchstgeschwindigkeit des heftigsten Tornados bei Oklahoma City betrug 517 Kilometer in der Stunde. Für Probleme sorgen auch Dürreperioden und Erdbeben.
| Stadt         | Jan | Feb   | Mär   | Apr   | Mai   | Jun   | Jul   | Aug   | Sep   | Okt   | Nov   | Dez   |
| ------------- | --- | ----- | ----- | ----- | ----- | ----- | ----- | ----- | ----- | ----- | ----- | ----- |
| Guymon        | -7/9 | -6/11 | -2/17 | 3/21  | 9/27  | 15/31 | 18/34 | 17/33 | 12/29 | 5/23  | -2/16 | -6/11 |
| Guymon        | 8 | 12    | 22    | 29    | 45    | 80    | 55    | 69    | 42    | 39    | 20    | 17    |
| Guymon        | Das im Nordwesten gelegene Guymon verfügt über ein semiarides Klima mit mäßigen Niederschlägen, die größtenteils in den Sommermonaten fallen. Im Winter ist es trocken und kalt, während es im Sommer heiß werden kann. Nachts kühlt es um bis zu 20 °C ab. |       |       |       |       |       |       |       |       |       |       |       |
| Durant        | -1/12 | 1/14  | 5/19  | 9/23  | 15/27 | 20/31 | 22/34 | 21/35 | 16/30 | 10/25 | 5/18  | -1/13 |
| Durant        | 58 | 72    | 103   | 102   | 132   | 140   | 81    | 61    | 96    | 118   | 91    | 81    |
| Durant        | Das im äußersten Süden gelegene Durant verfügt über ein subtropisches Klima mit ganzjährig großen Regenmengen. Die Winter sind relativ mild und nur von kurzer Dauer, während die Sommer sehr heiß ausfallen und Monate andauern.                           |       |       |       |       |       |       |       |       |       |       |       |
| Oklahoma City | -2/10 | 0/13  | 5/17  | 10/22 | 15/27 | 20/31 | 22/34 | 22/34 | 17/29 | 11/23 | 4/16  | -1/10 |
| Oklahoma City | 35 | 40    | 78    | 78    | 118   | 125   | 74    | 83    | 103   | 94    | 50    | 48    |
| Oklahoma City | Die zentral gelegene Hauptstadt Oklahoma City hat offiziell ebenfalls ein subtropisches Klima. Die Winter sind aber etwas kühler als im südlich gelegenen Durant. Niederschläge fallen ganzjährig mit einem Schwerpunkt in den Frühjahrsmonaten.            |       |       |       |       |       |       |       |       |       |       |       |
| Newkirk       | -6/7 | -4/10 | 1/15  | 6/20  | 13/25 | 18/30 | 20/33 | 20/33 | 15/28 | 8/22  | 1/15  | -5/7  |
| Newkirk       | 25 | 42    | 77    | 102   | 132   | 146   | 99    | 87    | 93    | 97    | 55    | 42    |
| Newkirk       | Newkirk, das im äußersten Norden Oklahomas liegt, hat ein vollhumides Kontinentalklima. Die Winter sind kalt und die Sommer heiß. Hohe Regenmengen sind insbesondere in den Sommermonaten zu erwarten.                                                      |       |       |       |       |       |       |       |       |       |       |       |

### Flora und Fauna
Die Flora Oklahomas umfasst schätzungsweise 2500 Arten. Analog zu den klimatischen Verhältnissen kann auch hier ein Übergang vom Osten zum Westen beobachtet werden. Im feuchten Osten dominieren Waldgebiete mit Eichen, Hickorys und Kiefern. Beispiele für diese Landschaft sind die Ouachita Mountains sowie das Ozark-Plateau. Das Zentrum des Staates stellt einen Übergang zur Prärielandschaft der High Plains dar. Neben den typischen Präriegräsern kommen auch Sträucher und kleinere Bäume vor. Westwärts nimmt sowohl die Länge der Gräser als auch die Vielfalt der Vegetation insgesamt ab. Im Panhandle ist das kurze Büffelgras die am weitesten verbreitete Pflanze, während Bäume aufgrund der trockenen Bedingungen nur in Wassernähe wachsen.
Oklahomas Fauna ist stark durch den Menschen verändert worden. Der Bison, der Wapiti und der Gabelbock wurden weitgehend ausgerottet und leben heute nur noch in Naturschutzgebieten. Vollständig verschwunden sind der Schwarzfußiltis, der Rotwolf, der Wolf und der Braunbär. Dafür gelangten die Hausmaus, die Wanderratte, die Hausratte und die Nutria durch menschlichen Einfluss in die Neue Welt und schließlich nach Oklahoma.
Die unterschiedliche Vegetation im Bundesstaat hat Einfluss auf die Tierwelt. Für Rotwild, Otter, Waschbär, Nerz und Grauhörnchen bedeutet der Übergang von Wald- zu Prärielandschaft die westseitige Grenze ihres Verbreitungsgebiets. Im Westen Oklahomas leben die typischen Tiere der Great Plains und der Rocky Mountains, darunter Kaninchen, Ziesel, Präriehund und Kojote. Die Vogelwelt ist überaus artenreich. Die häufigsten Vogelarten sind Wiesenstärling, Spottdrossel, Wanderdrossel, Blauhäher, Krähe und Sperling. In den Großen Salzebenen im Norden des Staates sind wild lebende Enten verbreitet.

## Bevölkerung

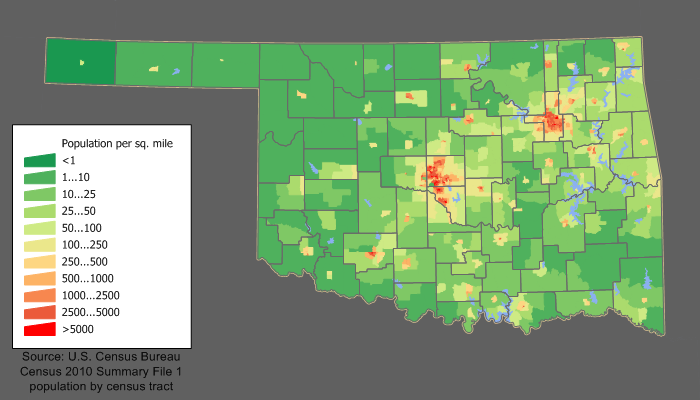
Bevölkerungsdichte (2010)

Oklahoma hat der offiziellen Schätzung aus dem Jahr 2014 zufolge etwa 3,9 Millionen Einwohner. Die Bevölkerungsdichte liegt bei 21 Einwohnern pro Quadratkilometer. Der Großteil der Bevölkerung konzentriert sich im östlichen Teil des Staates.

### Bevölkerungsverteilung
Bei einem absoluten Wert von 2,5 Millionen Menschen leben etwa zwei Drittel der Einwohner Oklahomas im urbanen Raum, also in Orten mit einer Bevölkerung von mindestens 2500 Personen. Das United States Census Bureau zählte 2010 fünf Gebiete mit einer besonders hohen Bevölkerungskonzentration (Urbanized Areas), die um die Städte Oklahoma City, Tulsa, Norman, Lawton und Fort Smith, das im Nachbarstaat Arkansas nahe der Grenze zu Oklahoma liegt, entstanden sind. Die restlichen 1,3 Millionen Menschen (circa 34 %) bewohnen ländliche Gebiete, die in ihrer Fläche 98 % des Bundesstaats ausmachen.

### Religionen
Die wichtigsten Religionsgemeinschaften im Jahr 2000:
967.233 Southern Baptist Convention, 322.794 United Methodist Church, 168.625 Katholische Kirche
Außerdem gibt es zahlreiche weitere, vor allem protestantisch geprägte Glaubensgemeinschaften.

### Bevölkerungszusammensetzung
Nach den offiziellen Schätzungen von 2013 beträgt der Anteil der Weißen an der Gesamtbevölkerung 75,4 Prozent. Indianische Volksgruppen sind mit 9,0 Prozent weitaus stärker vertreten als in den meisten anderen Bundesstaaten. Die größten indianischen Gruppen sind Cherokee, Chickasaw, Choctaw, Muskogee und Seminolen (einschließlich der Schwarzen Seminolen, den Nachkommen von afrikanischen Sklaven und Seminolen). Außerdem leben in Oklahoma asiatische Volksgruppen (unter anderem Vietnamesen, Chinesen und Koreaner).
Der Anteil der afroamerikanischen Gemeinschaft Oklahomas lag 2013 mit 7,7 Prozent deutlich unter dem Bundesschnitt. Bereits im 19. Jahrhundert kamen Afroamerikaner über den Pfad der Tränen in das heutige Oklahoma, wo sie von den Indianern als Sklaven gehalten wurden. Nach dem Verbot der Sklaverei im Jahre 1865 zogen viele Afroamerikaner in sogenannte All-Black Towns, die heute noch in geringer Zahl existieren.

### Bildung
Zu den wichtigsten Universitäten in Oklahoma gehören die Oklahoma State University – Stillwater und die University of Oklahoma.

### Größte Städte
| Ort           |               |  |         | Einwohner |
| Oklahoma City | Oklahoma City |  | 681.054 | 681.054   |
| Tulsa         | Tulsa         |  | 413.066 | 413.066   |
| Norman        | Norman        |  | 128.026 | 128.026   |
| Broken Arrow  | Broken Arrow  |  | 113.540 | 113.540   |
| Edmond        | Edmond        |  | 94.428  | 94.428    |
| Lawton        | Lawton        |  | 90.381  | 90.381    |
| Moore         | Moore         |  | 62.732  | 62.732    |
| Midwest City  | Midwest City  |  | 58.409  | 58.409    |
| Enid          | Enid          |  | 51.308  | 51.308    |
| Stillwater    | Stillwater    |  | 48.394  | 48.394    |
| Bartlesville  | Bartlesville  |  | 37.290  | 37.290    |
| Muskogee      | Muskogee      |  | 36.878  | 36.878    |
| Census 2020   |               |  |         |           |

## Geschichte

### Frühgeschichte
Mindestens seit der letzten Eiszeit leben Menschen auf dem Gebiet des heutigen Oklahoma. Archäologische Funde aus der paläoindianischen Periode sind etwa die Burnham Site in Woods County, wo Steinwerkzeuge und Bisonknochen gefunden wurden, und der bemalte Cooper-Bison-Schädel, der zwischen 10.900 und 10.200 Jahre alt ist und im Harper County gefunden wurde.
Während der Woodland-Periode existierte im Südosten Oklahomas zwischen 200 v. Chr. und 800 n. Chr. die Fourche-Maline-Kultur.

### Mississippi- und Plains-Kulturen
Spätestens ab dem 9. Jahrhundert war der heutige Bundesstaat in verschiedene kulturelle Großregionen geteilt: den durch die caddoische Mississippi-Kultur geprägten Osten und den durch die Vorfahren der Wichita geprägten Westen.

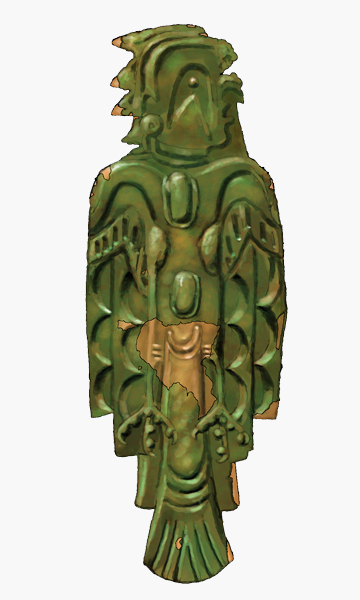
Anthropomorphe Vogelplatte mit menschlichem Kopf von Spiro.

Im Osten hatten um das Jahr 800 herum Gemeinschaften begonnen, sich zusammenzuschließen. Einige Dörfer begannen, sich als rituelle Zentren zu profilieren und verfügten über Elitenresidenzen und Plattformhügelkonstruktionen. Die Hügel waren um offene Plätze angeordnet, die sauber gehalten und für zeremonielle Anlässe genutzt wurden. Archäologie und Geschichtswissenschaft setzen hier die Ethnogenese der Caddo an – die damaligen Sprecher der Caddo-Sprachen sind nach vorliegenden Erkenntnissen die direkten Vorfahren der Caddo-Konföderation und der heutigen Caddo Nation of Oklahoma. Die damalige Kultur scheint aus der Fourche Maline-Kultur hervorgegangen zu sein und wies sowohl Ähnlichkeiten mit der anderen Gemeinschaften der Mississippi-Kultur als auch mit den Traditionen der Plains auf. Die Caddoischen Gemeinschaften waren nicht so groß wie andere östliche und südliche Mississippi-Gemeinschaften, sie waren nicht befestigt, und sie errichteten keine großen, komplexen Häuptlingstümer (eine mögliche Ausnahme bilden die Spiro Mounds). Ihre wichtigsten Zentren errichteten sie entlang des Arkansas River (z. B. Spiro, Harlan in Cherokee County, Norman im Wagoner County) und entlang des Red River (Woods Mound Group, Clements, Baldwin und Grobin Davis Mound Group im McCurtain County und der Nelson Mound im Choctaw County). Diese Zentren religiöser Aktivität waren von weiteren kleineren Hügelzentren und bevölkerungsreichen Siedlungen umgeben.
Die caddoischen Gesellschaften nutzten in großem Umfang verzierte Keramikgefäße und verfügten über ein umfangreiches Inventar an Haushaltswaren und Statusornamenten. Mit dem zunehmenden Auftauchen großer Gräber mit exotischen Grabbeigaben kann ein Festigen hierarchischer Strukturen attestiert werden. In der „Großen Leichenhalle“ in Spiro wurden offensichtliche Symbole von Autorität und Prestige gefunden – einige teils bis ins 13. Jahrhundert zu datierende, gut konservierte, kunstvoll gestaltete Holzmasken und -figuren sowie Platten aus geschlagenem Kupfer.
Im Westen lebten halbsesshafte Gemeinschaften der Red Bed Plains-Tradition in Siedlungen an den Überschwemmungsgebieten von Flüssen wie dem Washita und dem South Canadian River. Sie jagten saisonal Wildtiere wie Bisons, bauten Feldfrüchte wie Mais an und sammelten Wildpflanzen zur Ernährung. Ackergeräte wurden mithilfe von nach ihrer Grobheit abgestuften Sandsteinschleifen aus Bisonknochen hergestellt. Tausende solcher kleinen Siedlungen wurden archäologisch gefunden; wichtige Fundorte sind Arthur im Garvin County, Heerwald im Custer County und das National Historic Landmark McLemore im Washita County. Eine ähnliche Lebensweise hatten die Gemeinschaften der Antelope-Creek-Kultur, die im äußersten Westen des heutigen Bundesstaates lebten und Häuser mit Steinplattenwänden bauten.
Nahe Guymon lebten in der Fundstätte Odessa Yates und nahegelegten Orten Gemeinschaften in Grubenhäusern und unterhielten regen Handel mit Gesellschaften in New Mexico. Ihre Töpfertradition ähnelte jener von Völkern im westlichen Kansas und nicht jener ihrer unmittelbaren Nachbarschaft.

### Frühe Neuzeit
Ab dem 14. oder 15. Jahrhundert trat die Bisonjagd in einigen indianischen Völkern stärker in den Vordergrund, während die Landwirtschaft abnahm. Als Gründe dafür werden mitunter klimatischen Veränderungen angenommen. Einige Gruppen nahmen eine sehr mobile Lebensweise an, während andere größere Dorfgemeinschaften bildeten.
Zwischen 1300 und 1500 trafen Gemeinschaften der Plains-Apachen in der Gegend ein.

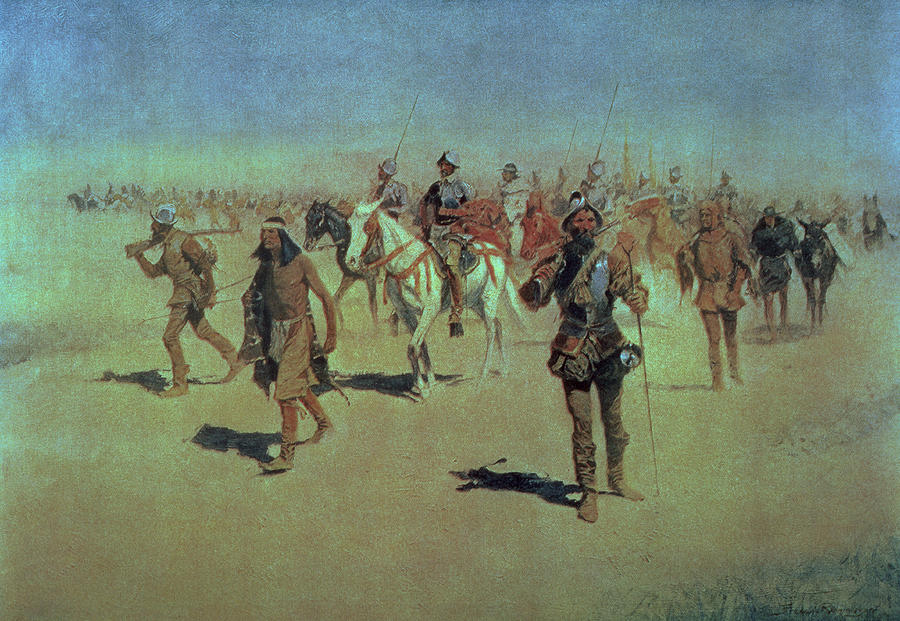
Coronado sets out to the north, Ölgemälde von Frederic Remington

Mitte des sechzehnten Jahrhunderts bereisten erste Europäer das Gebiet. Die Expedition von Francisco Vázquez de Coronado durchquerte Oklahoma im Jahr 1541, und Juan de Oñate führte 1601 eine Expedition in die Nähe der Antelope Hills im westlichen Oklahoma. In den Wichita Mountains im Südwesten Oklahomas existierte ab 1629 zwanzig Jahre lang eine katholische Mission, und 1650 verbrachte eine spanische Expedition sechs Monate hier auf der Suche nach Gold- und Silbervorkommen.
Um 1600 lebten im Nordwesten Oklahomas die Tonkawa.
Im Jahr 1719 durchquerten zwei französische Expeditionen Oklahoma: Jean-Baptiste Bénard de La Harpe beschreibt in der Nähe des heutigen Tulsa ein großes Dorf der Wichita, und Claude Charles Du Tisné dürfte die nordöstlichen Grenzregion von Oklahoma gesehen haben. Trotz der von den europäischen Mächten erhobenen Gebietsansprüchen wurde zu dieser Zeit keinerlei Versuch unternommen, Oklahoma zu kolonisieren.
Im frühen 18. Jahrhundert wanderten die Comanchen vom Westen kommend in die südlichen Plains ein. Sie dominierten zwischen 1750 und 1850 ihr Herrschaftsgebiet, die Comancheria, militärisch, politisch sowie ökonomisch. Zwischen 1780 und 1790 gelangten die Kiowa vom Norden kommend in den nördlichen Teil der Comancheria. Sie schlossen 1790 unter ihrem Kriegshäuptling Guikate eine Allianz mit den Comanchen und den Plains-Apachen. Der Westen des heutigen Oklahoma gelangte so unter die Kontrolle der drei Völker.
Die Osage waren – aus Missouri und Kansas kommend – ab spätestens 1750 in großen Teilen Oklahomas präsent. Trotz einer Kriegsniederlage 1751 erweiterten sie ihr Siedlungsgebiet auf Kosten der Comanche.

### Louisiana Purchase, Trail of Tears und Indianerterritorium

Karte des Landes, das "emigrierenden Indianern" zugewiesen wurden (1836)

Innerhalb der Vereinigten Staaten nimmt Oklahoma eine Sonderstellung ein. Das Gebiet fiel im Rahmen des Louisiana Purchase 1803 an die USA. Diese erkannten allerdings keinen Wert in diesem Gebiet und wiesen es zwischen 1817 und 1830 den Muskogee, den Seminolen, den Cherokee, den Choctaw und den Chickasaw zu (den „Fünf zivilisierten Nationen“), die aus den östlichen Staaten vertrieben worden waren. Etwa 50.000 Menschen wurden nach Oklahoma getrieben, wo sie auf bereits ansässige andere Indianervölker trafen. Diese Umsiedlung ging als „Trail of Tears“ in die Geschichte ein. 1834 wurde das Gebiet zum Indianerterritorium deklariert. Noch heute haben viele Indianervölker ihren politischen Hauptsitz in Oklahoma.
Im Vertrag von Doaksville (1837) erwarben die Chickasaw auf US-Druck hin das westliche Land der Choctaw Nation. 1855 zahlten die Vereinigten Staaten den Chickasaw- und Choctaw-Nationen 800.000 Dollar, um ihr arides Land westlich des 98. Meridians (mit Ausnahme des umstrittenen Greer County) als Heimat für die Wichita-Indianer sowie für andere nomadische Stämme zu pachten. 1856 erhielten die Seminole ein eigenständiges Reservat im zuvor gemeinsam mit den Muskogee besiedelten Gebiet.
Im Jahr 1860 lebten im Indianerterritorium 55.000 Indianer, 8.400 schwarze Sklaven im Besitz von Indianern und 3.000 Weiße. Als 1861 der amerikanische Bürgerkrieg begann, marschierten die texanischen Streitkräfte in das Territorium ein. Oberstleutnant William H. Emory, der die lokalen Truppen der Vereinigten Staaten befehligte, gab viele Forts auf und zog seine Streitkräfte nach Kansas zurück. Der Abgesandte der Konföderation für die amerikanischen Ureinwohner, Albert Pike, unterzeichnete formelle Bündnisverträge mit allen wichtigen Stämmen, und die Territorien entsandten einen Delegierten in den Konföderiertenkongress in Richmond. Eine Minderheit der Einwohner des Territoriums kämpfte gegen die Konföderierte. Im Juli 1863 kam es zur Schlacht von Honey Springs, bei der eine mehrheitlich aus Schwarzen und Indianern bestehende Unionsarmee eine mehrheitlich aus Indianern bestehende Streitkraft aus der 1. Brigade der Konföderation, der Creek, Choctaw, und Cherokee Nation entscheidend schlug. Der konföderierte Widerstand gegen die Union wurde in den nächsten zwei Jahren unter Brigadegeneral Stand Watie fortgesetzt; er kapitulierte als letzter konföderierte General am 23. Juni 1865.

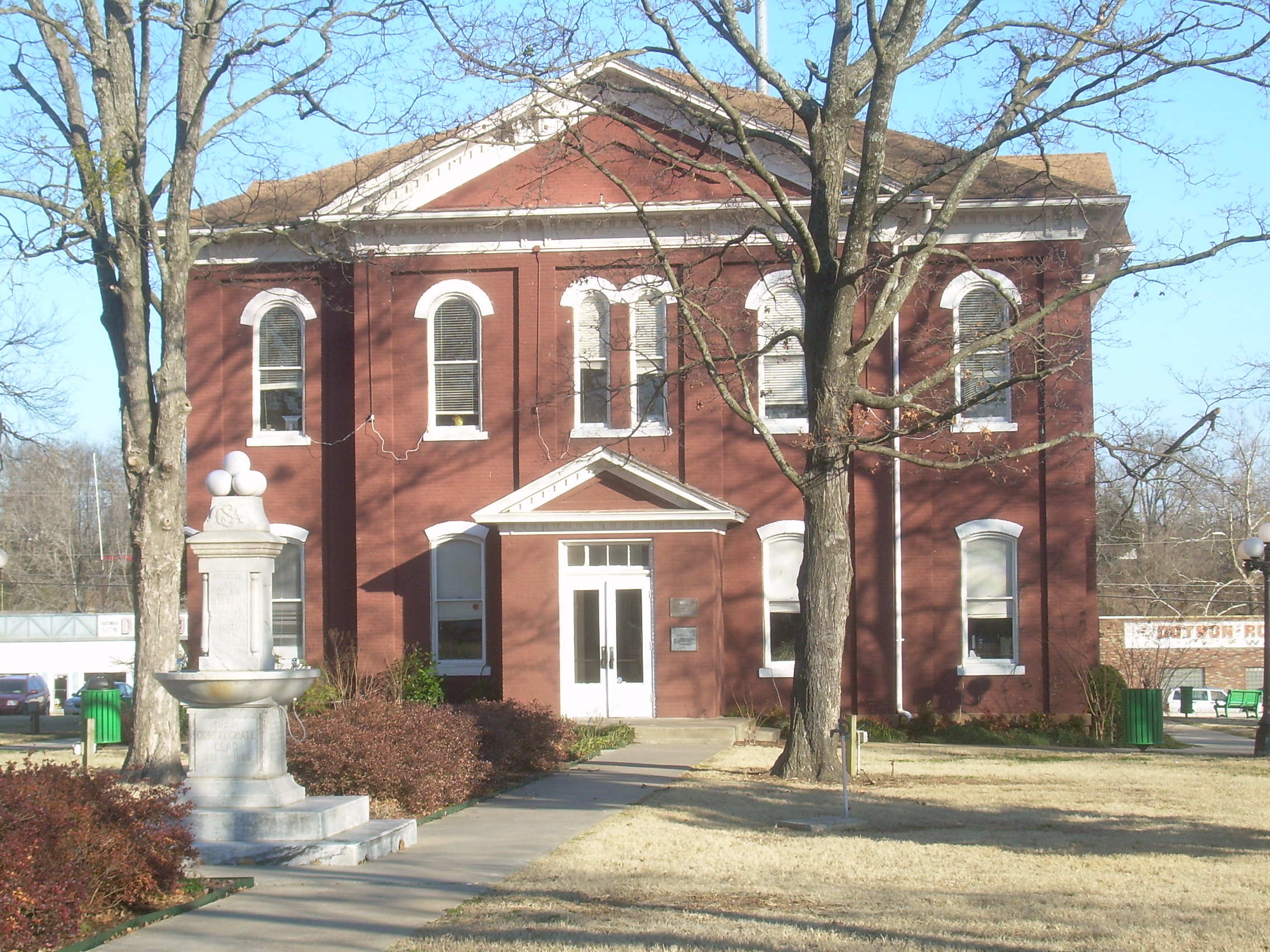
Cherokee National Capitol in Tahlequah, von 1869 bis 1907 Regierungs- und Gerichtssitz der Cherokee Nation

Unmittelbar nach Kriegsende erklärte die Unionsregierung alle Verträge mit indianischen Nationen, die sich der Konföderation angeschlossen hatten, für null und nichtig, und zwang diese zu Neuverhandlungen. Die "Reconstruction Treaties" beinhalteten die Abschaffung der Sklaverei, die Integration der Freigelassenen in die Reservationsgesellschaft, und den Abtritt von Gebieten, um andere Völker in diesen ansiedeln zu können. Die Muskogee mussten ihre westlichen Gebiete für 975.168 $ aufgeben. Die Cherokee mussten sich vertraglich verpflichten, Land im Cherokee Outlet an Indianervölker aus den Great Plains zu verkaufen. Die Choctaw und Chickasaw mussten die bereits von der Bundesregierung gepachtete westliche Hälfte ihres Gebiets für 300.000 $ abtreten. Die Seminolen mussten ihr Land an die Vereinigten Staaten verkaufen und ein anderes Gebiet zu teurerem Preis von diesen ankaufen. Durch dieses Zugeständnis verloren die Fünf Zivilisierte Stämme die westliche Hälfte des heutigen Oklahoma.

In diesem Land wurden weitere ortsfremde Völker wie die Potawatomi, Kickapoo, Sac und Fox aus dem Osten, die Cheyenne, Arapaho oder Kiowa aus den Plains oder die Osage aus Kansas angesiedelt. Ein rund 7600 km² großer Streifen im Zentrum des Territoriums, die so genannten „Unassigned Lands“, blieb bei der Regierung. Ein weiteres Zugeständnis erlaubte es den Amerikanern, durchquerende Eisenbahnstrecken im indianisches Land zu bauen.

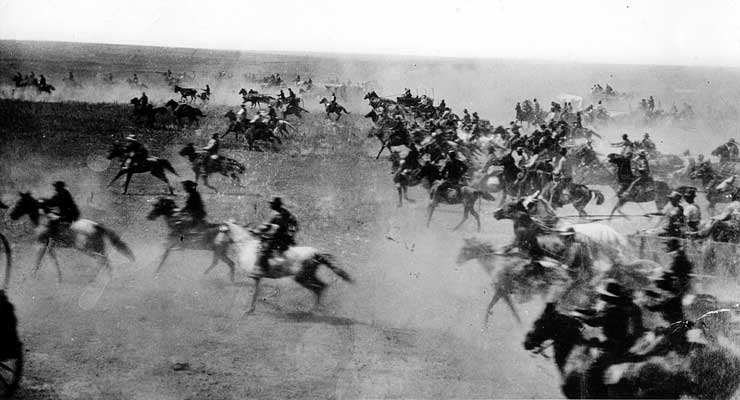
Oklahoma Land Run (zeitgenössische Fotografie, 1889)

Obwohl die Regierung 1880 offiziell die Besiedelung durch die Weißen untersagte, kam es zu vielen Grenzübertretungen, besonders in den „Unassigned Lands“, einem Gebiet, das keinem bestimmten Indianervolk zugewiesen war. Im Jahr 1885 wurden Verhandlungen mit den Muskogee und Seminolen aufgenommen, die dazu führten, dass am 22. April 1889 zwei Millionen Acre (≈ 8094 km²) Land für Siedler freigegeben wurden. Die Folge war der „Oklahoma Land Run“, bei dem in kürzester Zeit viele Siedler in das Land strömten und sozusagen über Nacht Oklahoma City entstand. Im Vorfeld hatten viele der Siedler, die sogenannten „Sooners“ (engl. „soon“, von „früh“), illegal Claims abgesteckt, was dem Staat den Beinamen „Sooner State“ einbrachte. Mehrere weitere Land Runs folgten, der größte davon im Jahr 1893.
1890 wurde das nunmehr angloamerikanisch besiedelte Gebiet des Indianerterritoriums zum „Oklahoma-Territorium“ umgewidmet. Bis 1906 kam es zur stetigen Ausweitung des Siedlungsgebiets. Der Anlauf, im Osten des Landes einen indianisch geprägten Bundesstaat „Sequoyah“ ins Leben zu rufen, blieb vergeblich. Das Territorium rückte durch die aufstrebende Ölindustrie in den Mittelpunkt. Nachdem in Texas 1901 die erste größere Ölquelle angezapft worden war, geriet auch Oklahoma in den Fokus des Ölgeschäfts. Die zweitgrößte Stadt, Tulsa, nannte man einige Zeit die Welthauptstadt des Öls.

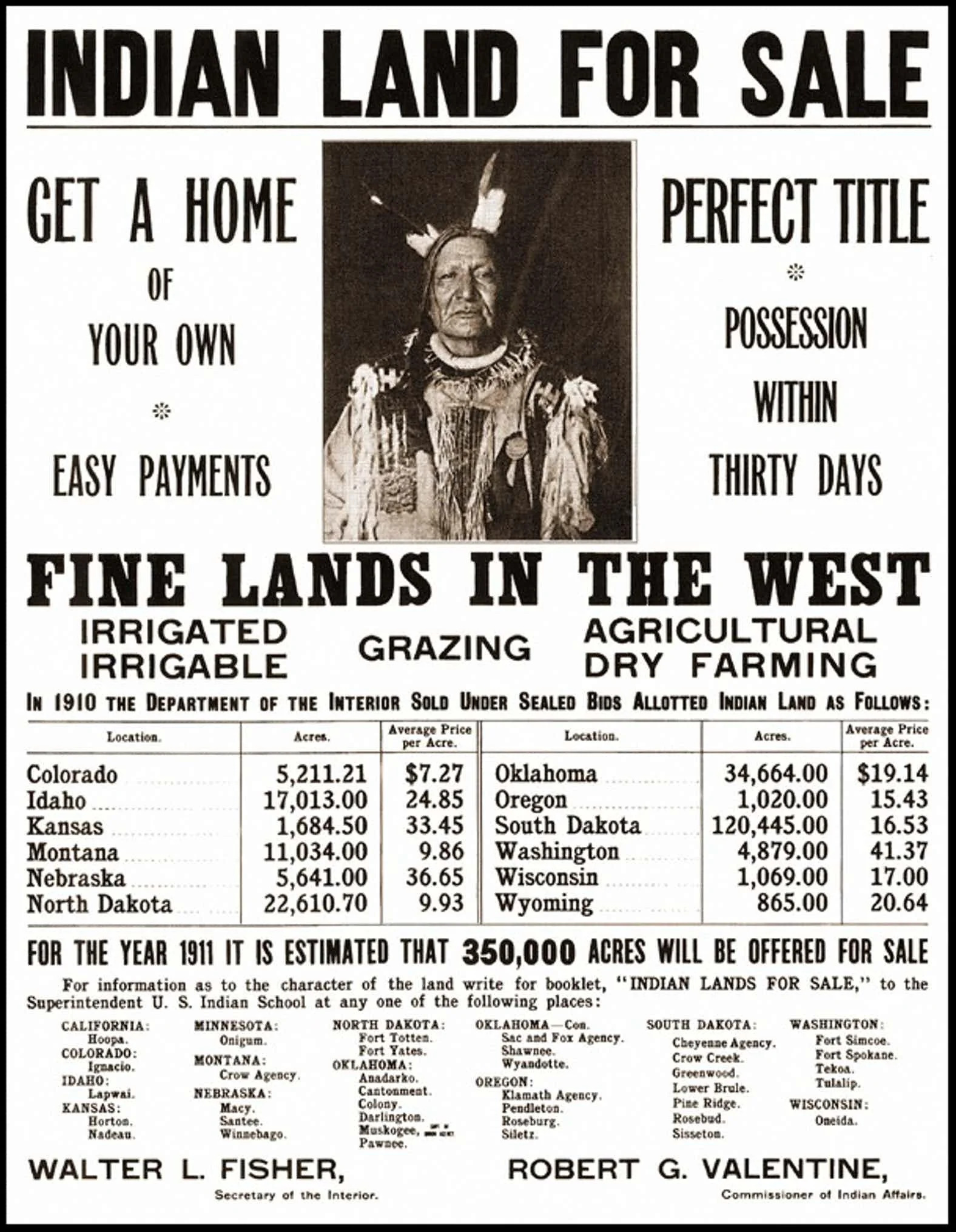
Plakat des US-Innenministeriums, das für „Indianerland zu verkaufen“ wirbt (1911)

Die „Fünf zivilisierten Nationen“ betrachteten sich nach wie vor als unabhängige Nationen, während der US-Kongress sie als Bestandteil der Vereinigten Staaten ansah und die Assimilation forderte. Durch das Atoka-Abkommen (1897) und den Curtis Act (1898) konnten Gebiete, die ursprünglich den Nationen durch die Amerikanische Regierung auf „Ewige Zeiten“ zugesprochen worden waren, in individuelle Grundstücke aufgeteilt werden. Angehörige der Stämme bekamen individuelle Parzellen zugewiesen. Das übrige Land wurde an Nicht-Stammesangehörige verkauft. Die Regierungen der Indianer-Nationen mussten nach dem Gesetz bis zum Jahre 1907 aufgelöst werden.

### Bundesstaat
Nachdem der Oklahoma Enabling Act 1906 die juristischen Voraussetzungen geschaffen hatte, trat Oklahoma am 16. November 1907 als 46. Bundesstaat der Union bei. Nach wechselnden wirtschaftlichen Wachstums- und Krisenzeiten bescherte die Entdeckung reicher Erdöl- und Erdgasfunde im Jahre 1928 dem Land Aufschwung und Wohlstand. Bereits 1927 begann der Geschäftsmann Cyrus Avery eine Kampagne zur Einrichtung der U.S. Route 66, was ihm später den Beinamen Vater der Route 66 eintrug. Ein Teilstück der Fernstraße von Amarillo (Texas) nach Tulsa bildete den Nukleus der Strecke. Avery bildete die Spitze der U.S. Highway 66 Association von seiner Heimatstadt Tulsa aus.
Wiederholte Dürreperioden und Sandstürme hatten einen Wegzug der Landbevölkerung über die legendäre Route 66 in westliche Bundesstaaten zur Folge. Die Ereignisse des Auszuges aus der „Dust Bowl“, der „Staubschüssel“ wurden von John Steinbeck in seinem Roman Früchte des Zorns und vom Songschreiber Woody Guthrie künstlerisch aufgearbeitet.
Noch vor 1940 erholte sich die Wirtschaft, da nicht nur Preise landwirtschaftlicher Produkte, sondern auch der Ölpreis anstiegen. Während des Zweiten Weltkriegs wurde die Tinker Air Force Base errichtet. Oklahoma gehörte zu den „Top Ten“ der Bundesstaaten in Bezug auf den Ankauf von Kriegsanleihen. Robert S. Kerr, der aus dem Ölgeschäft stammte und von 1943 bis 1946 Gouverneur war, unterstützte den New Deal und nutzte seine Verbindungen in Washington, um für seinen Bundesstaat weitere Mittel zu sichern. In jenem Krieg entstanden viele Militäreinrichtungen und damit Tausende Arbeitsplätze. Die Tinker Air Force Base blieb auch während des Kalten Kriegs in Nutzung. Erst 1967 wurde Oklahoma durch den Obersten Gerichtshof gezwungen, als einer der letzten Staaten der USA das Verbot der Mischehen aufzuheben. Dieses Gesetz war in Oklahoma einzigartig, da es Afroamerikanern verbot, Angehörige irgendeiner anderen „Rasse“ heiraten zu dürfen. Am 19. April 1995 um 9:02 Uhr zündete eine kleine terroristische Vereinigung, bestehend aus drei US-Bürgern, eine Bombe vor dem Murrah Federal Building, die das Gebäude praktisch komplett zerstörte und 168 Menschen, darunter auch Kinder, tötete.
Im Juli 2020 entschied der Oberste Gerichtshof im Fall McGirt v. Oklahoma, dass fast die ganze östliche Hälfte Oklahomas (das bis 1906 bestehende Indianerterritorium), auf dem auch ein großer Teil von Tulsa liegt, als Indianerreservat zu betrachten ist. Das lokal geltende Zivilrecht unterliegt damit der Justiz der fünf Nationen, für das Strafrecht gilt Bundesgerichtsbarkeit. Die indianischen Behörden und der Staat Oklahoma verhandeln nun über eine geteilte Gerichtsbarkeit.

## Politik

### Politische Landschaft
| Jahr | Republikaner      | Demokraten      |
| ---- | ----------------- | --------------- |
| 2024 | 66,16 % 1.036.213 | 31,90 % 499.599 |
| 2020 | 65,37 % 1.020.280 | 32,29 % 503.890 |
| 2016 | 65,32 % 0.949.136 | 28,93 % 420.375 |
| 2012 | 66,77 % 0.891.325 | 33,23 % 443.547 |
| 2008 | 65,65 % 0.960.165 | 34,35 % 502.496 |
| 2004 | 65,57 % 0.959.792 | 34,43 % 503.966 |
| 2000 | 60,31 % 0.744.337 | 38,43 % 474.276 |
| 1996 | 48,26 % 0.582.315 | 40,45 % 488.105 |
| 1992 | 42,65 % 0.592.929 | 34,02 % 473.066 |
| 1988 | 57,93 % 0.678.367 | 41,28 % 483.423 |
| 1984 | 68,61 % 0.861.530 | 30,67 % 385.080 |
| 1980 | 60,50 % 0.695.570 | 34,97 % 402.026 |
| 1976 | 49,96 % 0.545.708 | 48,75 % 532.442 |
| 1972 | 73,70 % 0.759.025 | 24,00 % 247.147 |
| 1968 | 47,68 % 0.449.697 | 31,99 % 301.658 |
| 1964 | 44,25 % 0.412.665 | 55,75 % 519.834 |
| 1960 | 59,02 % 0.533.039 | 40,98 % 370.111 |

Oklahoma gilt als traditionell konservativer Staat, in dem, ähnlich wie in Texas, die Republikaner das Erbe der demokratischen Dominanz in den Südstaaten nach dem Sezessionskrieg durch die Besetzung von Themen der politischen Rechten ab den 1960er-Jahren erfolgreich angetreten haben.
Bereits nach der Präsidentschaftswahl in den Vereinigten Staaten 1948 wandten sich die Einwohner Oklahomas vermehrt den Republikanern zu – also noch vor dem Ende des Solid South in anderen Südstaaten. Seit der Präsidentschaftswahl in den Vereinigten Staaten 1952 wählten die Bürger ausschließlich die republikanischen Kandidaten mit Ausnahme des Jahres 1964, als Lyndon B. Johnson in Oklahoma das Rennen machte. Dabei ergaben sich jedoch nicht immer Erdrutschsiege. Jimmy Carter zum Beispiel verlor die Wahl 1976 in dem Bundesstaat lediglich mit einer Differenz von 1,2 Prozentpunkten. Bill Clinton lag 1992 und 1996 jeweils etwa 8 Prozentpunkte hinter dem republikanischen Kandidaten. Seit 2000 allerdings liegen die Republikaner bei jeder Wahl mit mindestens 60 Prozent der Stimmen klar vorne. Al Gore war 2000 der letzte Präsidentschaftskandidat, dem es gelang, einige Countys in Oklahoma zu gewinnen. Bei den Wahlen 2008 und 2012 holte Barack Obama kein einziges, ebenso wie Hillary Clinton 2016, Joe Biden 2020 und Kamala Harris 2024.
Die Republikaner sind generell in Oklahoma City, Tulsa und den jeweiligen Vororten sowie im äußersten Nordwesten (Panhandle) am stärksten. Die Demokraten haben ihre Hochburgen vor allem im östlichen Teil des Staates, und hier vor allem im Südosten, der auch als Little Dixie bekannt ist.
Nach dem Zensus 2000 verlor Oklahoma einen der bis dahin sechs Sitze im Repräsentantenhaus. In der Wahlperiode von 2011 bis 2013 vergaben die Wähler vier Sitze an die Republikaner und einen an die Demokraten. Nach dem Rückzug des Abgeordneten Dan Boren 2012 wurde in seinem Wahlkreis (Little Dixie), der als Demokraten-Hochburg galt und in dem die Demokraten 15 Jahre lang den Abgeordneten stellten, eine Neuwahl erforderlich. Diese gewann der Republikaner Markwayne Mullin, so dass es nur noch republikanische Abgeordnete aus Oklahoma im Repräsentantenhaus des 113. Kongresses gab. Erst mit Vereidigung des 116. Kongresses gelang es den Demokraten wieder, eine Abgeordnete zu stellen, allerdings wurde Kendra Horn nach einer Amtszeit nicht wiedergewählt, sodass seit dem 117. Kongress wieder ausschließlich Republikaner vertreten sind. Im US-Senat wird der Staat von den Republikanern Markwayne Mullin und James Lankford vertreten. Gouverneur ist seit Januar 2019 der Republikaner Kevin Stitt; er ist der erste nordamerikanische Ureinwohner, der landesweit zum Gouverneur gewählt wurde.

### Todesstrafe
Nach Texas ist Oklahoma derjenige Bundesstaat der Vereinigten Staaten von Amerika, der die meisten Todesurteile vollstreckt hat. Oklahoma (21) ist zusammen mit Texas (84), Florida (20), Missouri (19), Ohio (20), Arizona (14) und Georgia (14) für die meisten der 233 vollstreckten Todesurteile der Jahre 2010–2015 verantwortlich (Zusammen mehr als 82 % der vollstreckten Urteile). Relativ gesehen hat Oklahoma mit einer Bevölkerung von 3.751.351 Einwohnern (Stand 2010) und 112 vollstreckten Todesurteilen (Stand Dezember 2015) 2,99 Menschen pro 100.000 Einwohnern hinrichten lassen. Dies ist der höchste Wert noch vor Texas mit 2,11 und Delaware mit 1,78.
Anzahl der Hinrichtungen pro Jahr:
| Jahr   | 1990 | 1992 | 1995 | 1996 | 1997 | 1998 | 1999 | 2000 | 2001 | 2002 | 2003 | 2004 | 2005 | 2006 | 2007 | 2008 | 2009 | 2010 | 2011 | 2012 | 2013 | 2014 | 2015 |
| Anzahl | 1    | 2    | 3    | 2    | 1    | 4    | 6    | 11   | 18   | 7    | 14   | 6    | 4    | 4    | 3    | 2    | 3    | 3    | 2    | 6    | 6    | 3    | 1    |

### Abtreibungsverbot
Seit Ende August 2022 sind Abtreibungen ab der 5. bis 6. Schwangerschaftswoche (nach dem Gesetz: bis zum Herzschlag des Fötus) nur dann erlaubt, wenn das Leben der Mutter in Gefahr ist. Verstöße werden mit bis zu zehn Jahren Haft und einer Geldbuße von bis zu 100.000 US-Dollar bestraft. Die Strafen drohen dem medizinischen Personal, nicht den Schwangeren.

### Verwaltungsgliederung
Oklahoma gliedert sich in 77 Countys.
siehe: Liste der Countys in Oklahoma

### Staatsregierung
- Liste der Gouverneure von Oklahoma
- Liste der Vizegouverneure von Oklahoma

### Kongress
- Liste der US-Senatoren aus Oklahoma
- Liste der Mitglieder des US-Repräsentantenhauses aus Oklahoma

### Mitglieder im 119. Kongress
|  | Name                      | Mitglied seit | Parteizugehörigkeit |
|  | ------------------------- | ------------- | ------------------- |
|  | Kevin Ray Hern            | 2018          | Republikaner        |
|  | Josh Brecheen             | 2023          | Republikaner        |
|  | Frank Dean Lucas          | 2003          | Republikaner        |
|  | Thomas Jeffery „Tom“ Cole | 2003          | Republikaner        |
|  | Stephanie Irene Bice      | 2021          | Republikaner        |

|  | Name                | Mitglied seit | Parteizugehörigkeit |
|  | ------------------- | ------------- | ------------------- |
|  | Markwayne Mullin    | 2023          | Republikaner        |
|  | James Paul Lankford | 2015          | Republikaner        |

## Kultur
Oklahoma ist bei den Ausgaben für Kunst und Kultur im Mittelfeld der USA (Platz 17) und hat über 300 größere Museen.
Der Staat hat die höchsten Anteile indianischer Bevölkerung. In Oklahoma werden neben Kalifornien die meisten Indianersprachen gesprochen. Bekannt sind einige Jazz-Zentren und indianische, mexikanische und asiatische Einflüsse. Das Oklahoma Mozart Festival in Bartlesville gilt als zentrales Festival klassischer Musik im amerikanischen Süden. Das Oklahoma City Festival of the Arts ist eines der führenden Kunstevents in den USA.
Der Staat hat zudem eine bedeutende Balletttradition, welche unter anderem auf fünf Ballerinen indianischer Herkunft zurückgeht, die weltweit berühmt geworden sind. Dazu gehören Yvonne Chouteau, Marjorie und Maria Tallchief, Rosella Hightower und Moscelyne Larkin, die als The Five Moons bekannt wurden. Der New York Times zufolge ist das Tulsa Ballet eines der bekanntesten Ballettensembles in den USA. Das Oklahoma City Ballet und das 1962 begonnene Tanzprogramm der University of Oklahoma, das erste der USA gehen auf Yvonne Chouteau und deren Ehemann Miguel Terekhov zurück.

### Parks und Sehenswürdigkeiten
Oklahoma verfügt nicht über einen Nationalpark, aber über 35 kleinere State Parks (darunter als ältesten und größten den Lake Murray State Park) und neun National Wildlife Refuges.
Hinzu kommen sechs Schutzgebiete und Erinnerungsstätten von landesweiter Bedeutung: das Erholungsgebiet Chickasaw National Recreation Area, die Erinnerungsstätten Oklahoma City National Memorial, Fort Smith National Historic Site und Washita Battlefield National Historic Site sowie die historischen Routen Santa Fe Trail und Trail of Tears.

### Sport

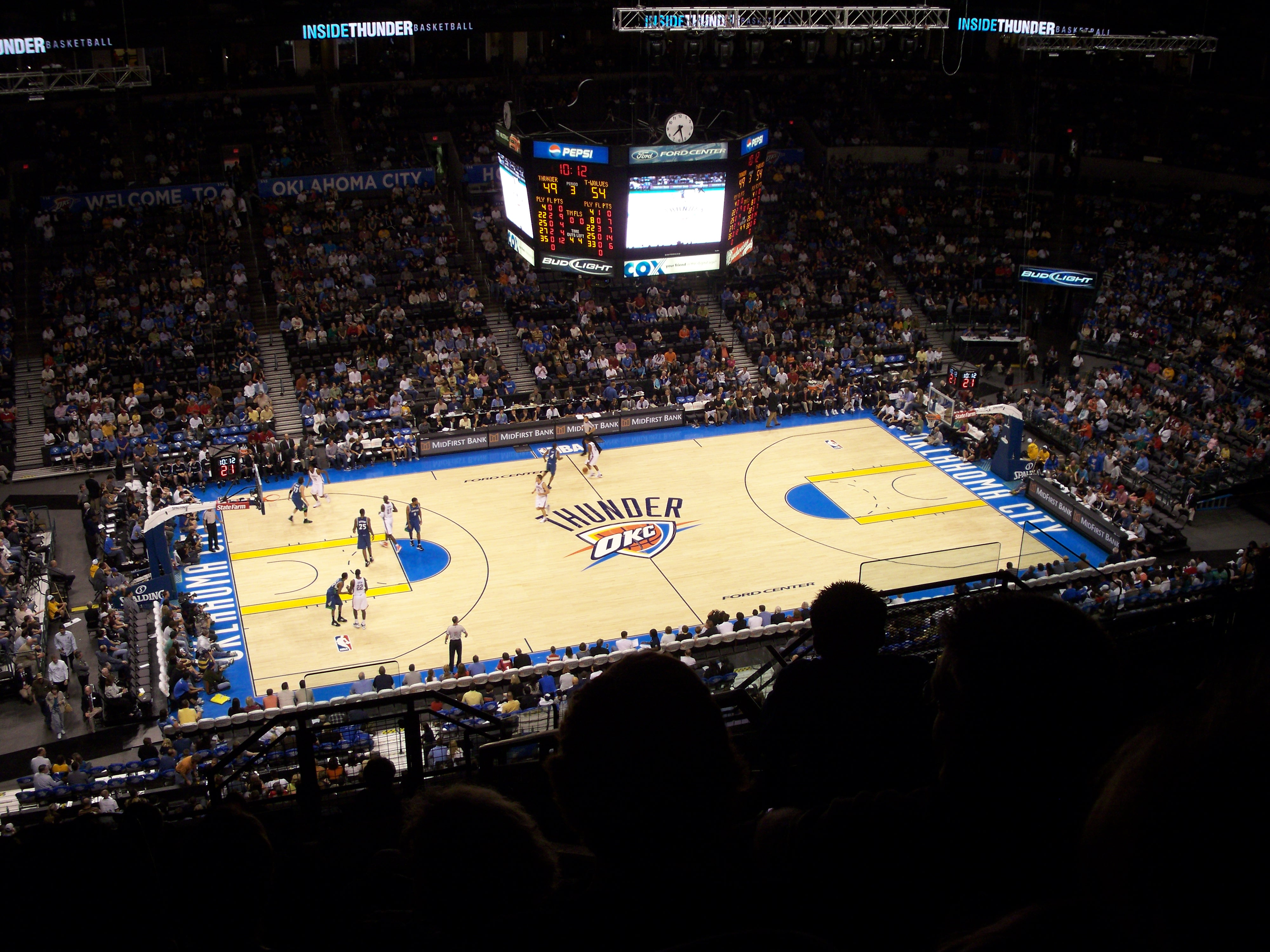
Die Chesapeake Energy Arena ist die Spielstätte von Oklahoma City Thunder.

Die traditionellen nordamerikanischen Ballsportarten wie Football, Basketball und Baseball sind auch in Oklahoma populär. Lange galt dem Hochschulsport die mediale Aufmerksamkeit, da der Staat über kein Franchise in einer der großen Ligen verfügte. Dies änderte sich 2008 mit dem Umzug des Basketballfranchises Seattle SuperSonics nach Oklahoma City. Das Team tritt seitdem als Oklahoma City Thunder in der NBA an. Seine Heimspiele trägt es in der Chesapeake Energy Arena aus. Seit 2010 gibt es mit Tulsa Shock auch eine Mannschaft in der Damenliga.
Überregional bekannt sind die Footballteams der beiden größten Universitäten des Staates. So werden die Heimspiele der Oklahoma Sooners von bis zu 80.000 Fans verfolgt, während das Stadion der Oklahoma State Cowboys etwa 60.000 Zuschauer fasst. Aber auch die Basketballspiele der beiden Schulen erfreuen sich seit jeher großer Beliebtheit. Die Partien zwischen den Mannschaften gelten aufgrund der Rivalität der Schulen als Derbys.

## Wirtschaft und Infrastruktur
| Kennzahl                           | Oklahoma | USA      |
| ---------------------------------- | -------- | -------- |
| Arbeitslosenquote                  | 4,3 %    | 6,2 %    |
| Beschäftigungsquote                | 57,2 %   | 57,6 %   |
| In Armut lebender Bevölkerungsteil | 16,9 %   | 15,4 %   |
| Medianeinkommen (Haushalt)         | 45.339 $ | 53.046 $ |
| Pro-Kopf-Einkommen                 | 24.208 $ | 28.155 $ |

Ein wichtiger Wirtschaftszweig ist der Bergbau. Gefördert werden vor allem Erdöl und Erdgas, daneben sind Gips und Iod bedeutende Rohstoffe. Außerdem werden Kohle, Granit und Kalkstein abgebaut.
Zur Jahresmitte 2011 gab es in Oklahoma etwa 1,7 Millionen Beschäftigte im zivilen Sektor des Arbeitsmarktes, davon rund 1,5 Millionen außerhalb der Landwirtschaft. Auf den Staat entfielen dabei mit 339.300 Arbeitsplätzen die meisten, gefolgt vom Bereich Transport und Versorgung mit 279.500 Arbeitsplätzen. Auf den Rängen drei, vier und fünf folgten Bildung, weiteres Gewerbe und Industrie mit 207.800, 177.400 und 132.700 Beschäftigten.

### Wirtschaftliche Entwicklung
Die wirtschaftlichen Aktivitäten der Indigenen im 19. Jahrhundert dienten vorrangig der Selbstversorgung und beschränkten sich auf den Anbau von Baumwolle, Viehzucht und die Jagd. Möglich war dies aufgrund der geringen Bevölkerungsdichte, die dafür sorgte, dass jeder Einzelne große Landflächen zur Verfügung hatte. Dies änderte sich durch die Freigabe des Landes für weiße Siedler. Die höhere Bevölkerungsdichte in manchen Regionen machte eine Modernisierung und den Ausbau der Infrastruktur notwendig. Die Folge war ein Strukturwandel, der zu Beginn des 20. Jahrhunderts einsetzte. Während die Bedeutung der Landwirtschaft langsam abnahm, wurde das produzierende Gewerbe immer wichtiger. Waren im Jahre 1900 noch 70 Prozent der Einwohner im Primärsektor beschäftigt, so betrug der Anteil 30 Jahre später noch 37 Prozent. In den 1910er-Jahren wurden erste Ölfelder in Oklahoma entdeckt. Die Konsequenz der wachsenden Bedeutung des Bergbaus war eine steigende Abhängigkeit vom Weltmarkt aufgrund von Preisschwankungen. In den 1920er-Jahren und in Folge der Great Depression verschlechte sich die Situation der Landwirte, die in großer Zahl das Land verließen, weil sie in anderen Teilen der USA bessere Perspektiven sahen (siehe Okie). Die Auswanderung spiegelte sich in einem sehr niedrigen Bevölkerungswachstum, das von 1930 bis 1970 bei lediglich 6,8 Prozent lag, wider. Dem Staat gelang es zunächst nicht, Arbeitsplätze in anderen Wirtschaftsbereichen zu schaffen, sodass die Arbeitslosigkeit hoch und der Wohlstand gering war. In den 1940er-Jahren konnte sich die Wirtschaft wieder erholen, weil der Ölpreis stieg und im Zuge des Zweiten Weltkriegs Militärstützpunkte in Oklahoma errichtet wurden. Auch die folgenden Jahrzehnte waren von Auf- und Abschwüngen geprägt. Der Ölboom der 1970er-Jahre hatte positive Auswirkungen auf Beschäftigung, Wohlstand und Demografie, während der Fall des Ölpreises Ende der 1980er-Jahre das Gegenteil bewirkte und zu einer Rezession führte. Seit den 1990er-Jahren hat auch in Oklahoma eine Tertiärisierung der Gesellschaft stattgefunden, wobei der Staat nicht ganz mit der Entwicklung in den gesamten Vereinigten Staaten mithalten konnte.
Im Jahr 2014 war die wirtschaftliche Entwicklung wieder überaus positiv: Oklahoma verzeichnete ein reales Wirtschaftswachstum von 4,2 Prozent. Das reale Bruttoinlandsprodukt pro Kopf lag bei 42.670 US-$. Die Arbeitslosenquote liegt mindestens seit 2001 unterhalb des US-Durchschnitts. Nachdem sie ab 2008 im Zuge der Weltwirtschaftskrise angestiegen war, ist sie seit 2010 wieder gefallen. Im Januar 2015 lag sie unter Berücksichtigung der saisonalen Schwankungen bei 4,2 Prozent.

### Landwirtschaft

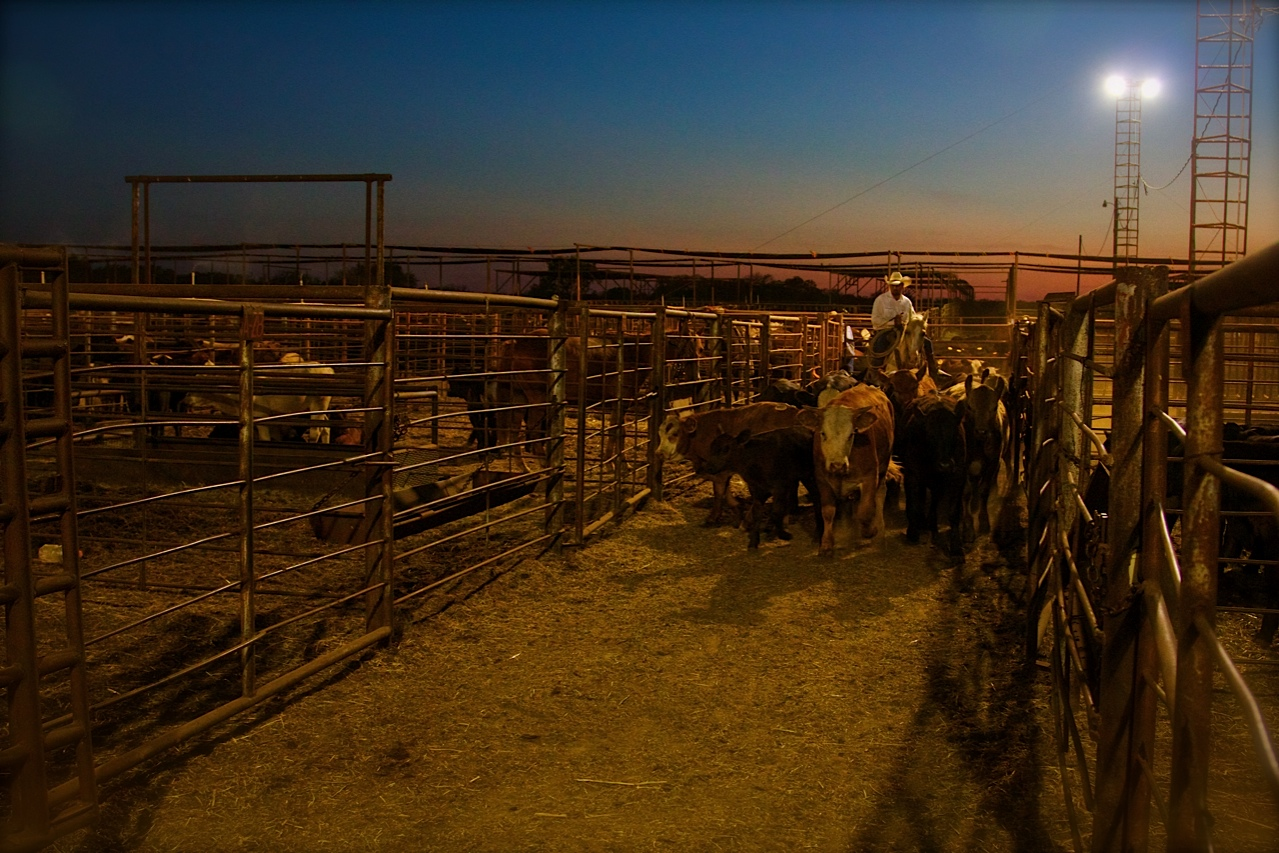
Die Rinderhaltung ist ein wichtiger Teil der Wirtschaft Westoklahomas.

Im Bereich der Landwirtschaft übertrifft die Viehzucht den Ackerbau in ihrer Bedeutung bei Weitem. Im Jahr 2012 wurde innerhalb der Staatsgrenzen mit landwirtschaftlichen Erzeugnissen im Wert von 7,1 Mrd. US-$ gehandelt. Auf den Viehhandel entfielen 5,3 Mrd. US-$ (Platz 11 unter den 50 Bundesstaaten), auf den Markt mit pflanzlichen Produkten vergleichsweise geringe 1,9 Mrd. US-$ (Platz 31). Insbesondere die Produktion von Rindfleisch hat einen hohen Stellenwert, so ist Oklahoma unter den US-Bundesstaaten der sechstgrößte Produzent von Rindfleisch. Rinderhaltung wird vor allem im westlichen Teil Oklahomas betrieben. Im Ackerbau dominiert der Anbau von Weizen und Winterweizen.

### Verkehr
Der größte Flughafen Oklahomas ist der Will Rogers World Airport in Oklahoma City mit (Stand: 2010) mehr als 3,5 Millionen Passagieren (1,7 Millionen Check-ins) jährlich. Der Flughafen Tulsa (Tulsa International Airport) ist der zweitgrößte des Bundesstaates mit 1,3 Millionen Check-ins im Jahre 2010. Zwischen diesen beiden verkehren sechs Fluggesellschaften.
Die Interstate Highways 35, 40 und 44 verbinden Oklahoma mit seinen Nachbarstaaten. Am Knotenpunkt bei Oklahoma City treffen die drei wichtigsten Fernstraßen des Staates aufeinander. Die Interstate 35 verläuft in Nord-Süd-Richtung und schafft Anschluss nach Kansas bzw. Texas. Die Interstate 40 führt nach New Mexico im Westen und Arkansas im Osten. Die Interstate 44 beginnt in Nordtexas und führt durch Oklahoma bis nach Missouri.

### Energie

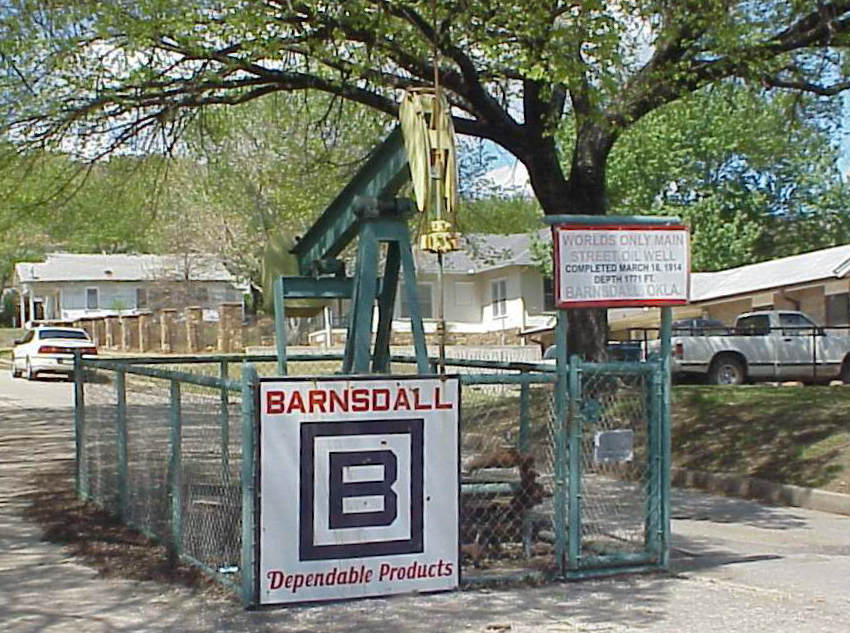
Oklahoma ist der fünftgrößte Rohölproduzent der USA

Oklahoma ist der drittgrößte Erdgas-Produzent und der fünftgrößte Rohölproduzent der USA. In dem Bundesstaat befinden sich zudem die zweitmeisten Förderanlagen. Darüber hinaus besitzt Oklahoma die fünftgrößten Rohölreserven der USA. Die Ölindustrie trägt etwa 25 % des Bruttoinlandprodukts bei. 2019 wurden 53,5 % der elektrischen Energie durch Erdgas erzeugt, 34,6 % durch Windkraftwerke – 2018 waren 3.736 Windgeneratoren in Betrieb – und 2,1 % aus Wasserkraft. Photovoltaikanlagen trugen trotz hoher Sonneneinstrahlung im Westen des Bundesstaates weniger als 0,1 % bei.
Während es bis 2009 kaum Erdbeben in Oklahoma gab, wurden seither immer mehr Beben durch Fracking und Wasserverpressung ausgelöst. 2014 gab es in Oklahoma 585 Beben mit einer Magnitude >3,0.

### Medien
In Oklahoma gibt es zwei führende Zeitungen, die in den beiden größten Städten des Staates erscheinen. The Oklahoman in Oklahoma City ist die auflagenstärkste Zeitung des Bundesstaates und liegt (Stand: 2011) auf Rang 54 der auflagenstärksten Zeitungen der USA. Sie hat eine werktägliche Auflage von 138.493 Exemplaren, sonntags von 202.690. Tulsa World als zweitverbreitetste Zeitung kommt in der nationsweiten Rangfolge auf Platz 79 mit einer werktäglichen Auflage von 93.558 und einer sonntäglichen von 132.969 Exemplaren (Stand 2011).